# Pyrrhia bifasciata
Pyrrhia bifasciata är en fjärilsart som beskrevs av Otto Staudinger 1888. Pyrrhia bifasciata ingår i släktet Pyrrhia och familjen nattflyn. Inga underarter finns listade.